# Napperon

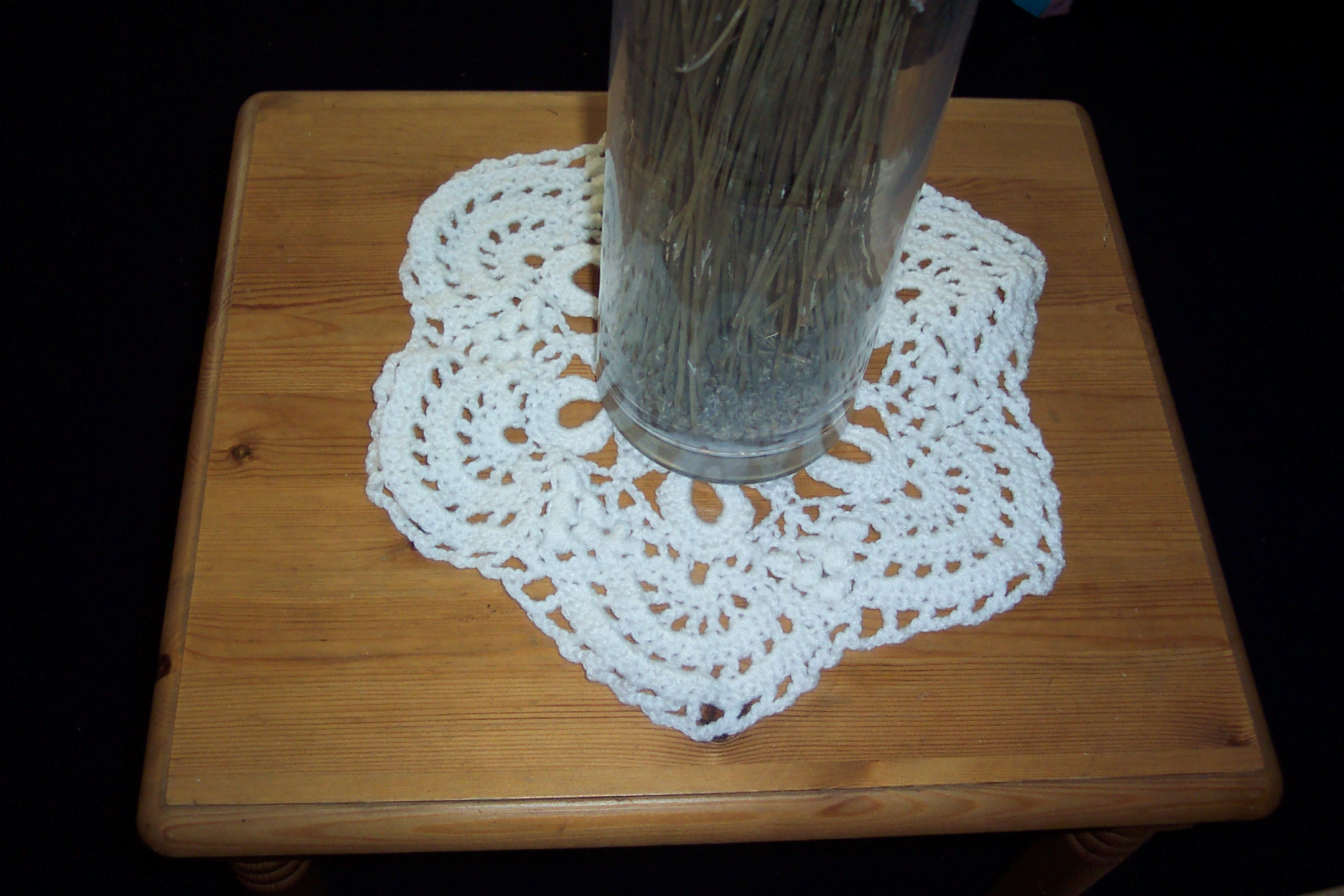

Un napperon est un petit dessous de plat ornemental, d'habitude en coton ou en lin et placé sous un plat ou une coupe. Des jours laissent apparaître la surface de la table. Outre leur fonction décorative, les napperons jouent un rôle utilitaire en protégeant les meubles en ébénisterie des éraflures.
Un « sous-napperon » est une pièce de tissu qui se place sous un napperon de table. Il permet de protéger ce dernier s'il est en dentelle par exemple. C'est une confection de couture simple à réaliser.

## Historique
L'histoire et la fabrication des napperons sont très peu documentées.
Le crochet naît au début du XIXe siècle ; le coton devient assez solide pour être brodé au milieu du même siècle. Les napperons se démocratisent, quant à eux, dans la deuxième moitié du XIXe siècle. À l'époque, il sert en général à servir à manger et à protéger les meubles. En 1866, le livre Something For Everybody; and a Garland For The Year mentionne des petits napperons monogrammés sur lesquels on pose un verre de vin. Au début du XXe siècle, il est commun de poser les pâtisseries chaudes sur un napperon, lui-même posé dans une assiette sans en dépasser. Parfois, on se débarrasse de la nappe de table pour la remplacer par un certain nombre de napperons sous chaque plat et assiette.
Au XIXe siècle, les hommes tendent à oindre leurs cheveux d'huile d'ébène ou huile de Macassar. La mode veut donc qu'on fabrique des « anti-Macassar », des napperons déposés sur le dossier des fauteuils afin de les protéger des taches. Parfois, des napperons similaires sont également posés sur les accoudoirs des fauteuils afin d'en cacher et d'en limiter l'usure.
La mode des napperons commence à disparaître à la fin de la Seconde Guerre mondiale. Les maîtresses de maison n'ont plus toujours le temps de broder, les napperons en papier font leur apparition, et le changement des habitudes familiales autour des repas rend l'utilisation des napperons à table beaucoup moins populaire.
La deuxième vague féministe se réapproprie les napperons, signe d'un travail minutieux et artistique considéré comme sous-estimé en raison de sa fabrication purement féminine.
En 2008, Martha Stewart publie une vidéo où elle affirme que le napperon est un accessoire idéal pour un mariage et propose différents éléments esthétiques utilisant des napperons à cette occasion. Sa vidéo est un cas classique d'effet Martha Stewart, relançant à elle seule la popularité des napperons presque disparus. Le mouvement Do it yourself des années 2010 marque la réimpression de modes d'emploi. Les napperons sont à la mode, comme objet de décoration, au Japon.

## Fabrication
Ils peuvent être réalisés au crochet ou en tricot.
Certains napperons ont un centre en tissu entouré d'une bordure de dentelle. 
En général, les napperons sont blancs afin de faciliter de nombreux lavages à l'eau de Javel. 

## Utilisation
L'objet premier du napperon est de protéger la nappe de table ou le meuble sur lequel il est posé.

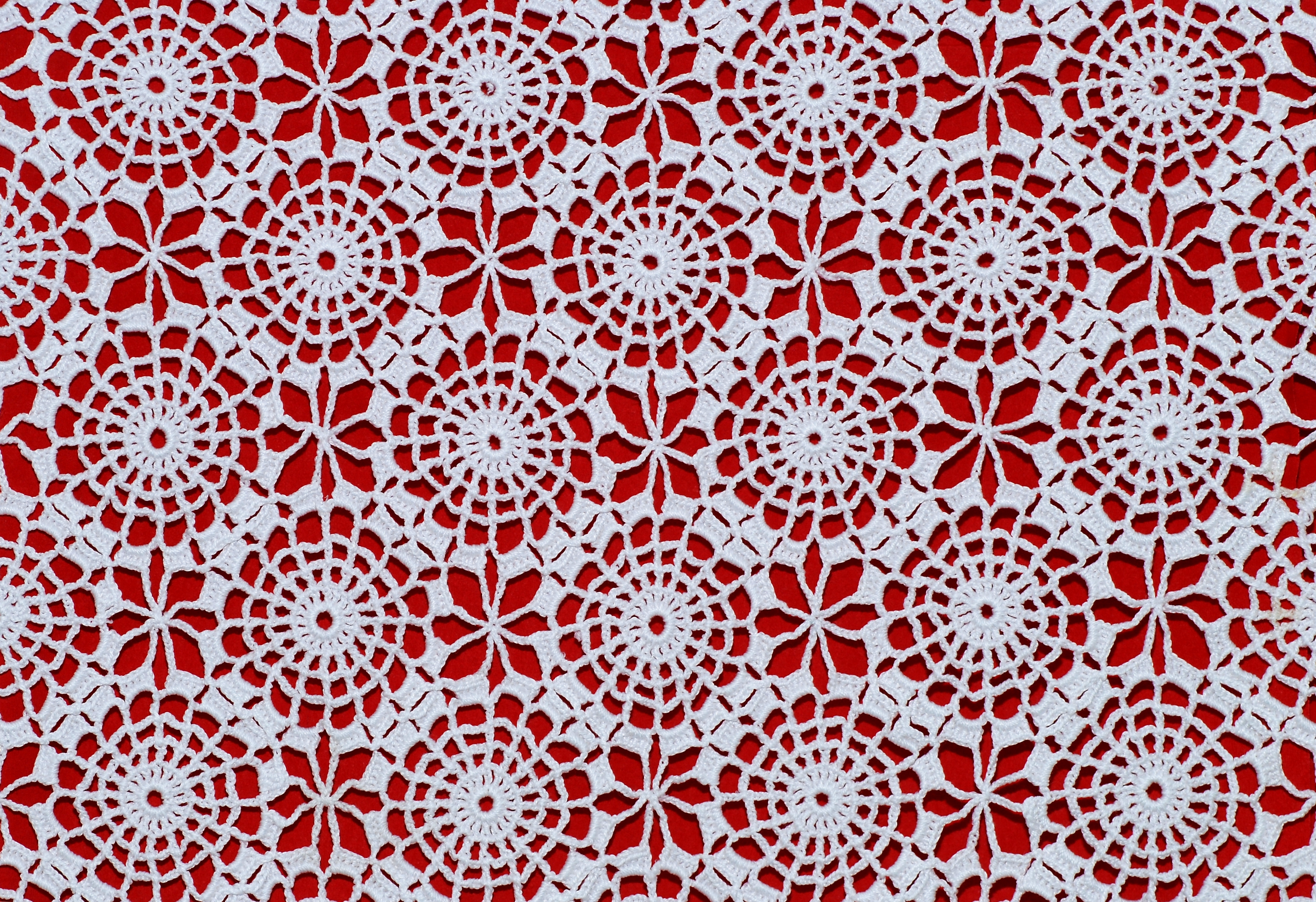
Détail d’un napperon au crochet

Avec la popularisation de la télévision cathodique, la mode veut que les maîtresses de maison confectionnent un « napperon de télévision » posé sur le poste de télévision et sur lequel on mettra un élément de décoration. Le napperon a parfois un avant très allongé, lui permettant de recouvrir l'écran quand la télévision est éteinte. Cette mode disparaît avec l'avènement des télévisions à écran plat.